# Проект Югоизточен Анадол
Проектът „Югоизточен Анадол“ (на турски: Güneydoğu Anadolu Projesi, GAP) е многостранно насочен проект за регионално развитие на югоизточна Турция. Проектът възниква през 70-те години на 20 век като част от програмата на турското правителство да намали различията между богатата западна, и по-бедната източна част на страната.
Проектът обхваща развитието на водноелектрически централи, горско и селско стопанство, училища и болници, пътна инфраструктура и други.

## История
Още при Ататюрк, основателят на републиката, се заражда идеята за експлоатиране на потенциала на реките Тигър и Ефрат, имайки предвид нарастващото потребление на електричество в Турция.
През 70-те започва мащабно строителство на язовири и водноелектрически централи в района, което по-късно прераства в ГАП. Кюрдските терористични актове през 90-те почти поставят края на проекта, но той продължава и е завършен до 1/3 през 2005 г. По същото време са завършени 8 от 19 ВЕЦ, или почти 75%.

## Цел
Целта на проекта е да доведе до икономическо, политическо и културно възраждане в югоизточна Турция.
Главни икономически цели са построяване на язовири, които ще осигуряват вода за напояване на нови селскостопански площи и за електрическа енергия, построяване на необходимата инфраструктура като училища, здравни заведения и пътища за бъдещо развитие.
Ефектът от проекта ще бъде активизирането на населението във всички сфери на социалния живот, разширяването на достъпът до образование и Интернет, осигуряването на нови работни места и изравняването на различията между населението в различните части на Турция.
Приоритет на правителството е по-активно участие на международната общност, под егидата на подкрепящата проекта ООН.

## Икономическо развитие

### Селско стопанство
Проектът ще увеличи селскостопанските площи със 17 000 кв. км.
- Производство на памук
- Региони на памука
- Местоположение на язовирните стени
- Напоявани райони

### Язовири
| Реализация на язовирните проекти, 2001 |                |                                 |                        |
| Име                                    | Капацитет (MW) | Електрическа продукция (GWh/yr) | Статус                 |
| язовир Каракая                         | 1,800          | 7,354                           | в експлоатация от 1987 |
| язовир Ататюрк                         | 2,400          | 8,900                           | в експлоатация от 1992 |
| язовир Биреджик                        | 672            | 2,516                           | в експлоатация от 2000 |
| язовир Каркамъш                        | 189            | 652                             | в експлоатация от 1999 |
| Шанлъурфа                              | 50             | 124                             | строи се               |
| язовир Бюйюкчай                        | 30             | 84                              | плануван               |
| язовир Кочали                          | 40             | 120                             | плануван               |
| язовир Съръмташ                        | 28             | 87                              | плануван               |
| язовир Кахта                           | 75             | 171                             | плануван               |
| Фатопаша                               | 22             | 47                              | плануван               |
| Еркенек                                | 7              | 43                              | проучва се             |
| Басейн на Ефрат                        | 5,313          | 20 098                          |                        |
| язовир Диджле                          | 110            | 298                             | в експлоатация от 1997 |
| язовир Кралкъзъ                        | 94             | 146                             | в експлоатация от 1997 |
| язовир Батман                          | 198            | 483                             | в експлоатация от 1998 |
| язовир Илъсу                           | 1,200          | 3,833                           | строи се               |
| язовир Джизре                          | 240            | 1,208                           | планиран               |
| язовир Силван                          | 150            | 623                             | планиран               |
| язовир Кайсер                          | 90             | 341                             | планиран               |
| язовир Гарзан                          | 90             | 315                             | проучва се             |
| Басейн на Тигър                        | 2,172          | 7,247                           |                        |
| Общо                                   | 7,485          | 27 345                          |                        |

## Инфраструктура
Проект Югоизточен Анадол предвижда 22 язовира (с година на завършване):
Басейн на Ефрат
1. Язовир Ататюрк (1992)
2. Язовир Биреджик (2000)
3. Язовир Бюйюкчай
4. Язовир Чамгази (1998)
5. Язовир Чаталтепе
6. Язовир Гьомикан
7. Язовир Ханджаъз (1988)
8. Язовир Кахта
9. Язовир Каракая (1987)
10. Язовир Каркамъш (1999)
11. Язовир Каяджък
12. Язовир Кемлин
13. Язовир Кочали
14. Язовир Съръмташ

Басейн на Тигър
1. Язовир Батман (1998)
2. Язовир Джизре
3. Язовир Диджле (1997)
4. Язовир Гарзан
5. Язовир Кайсер
6. Язовир Кралкъзъ (1997)
7. Язовир Илъсу
8. Язовир Силван

- Канала „Харан“
- Регулатор на дебита
- Канали